# Mettlach
Mettlach es una localidad alemana situada en el distrito de Merzig-Wadern, en el estado federal del Sarre.

## Ubicación
La localidad está situada a orillas del río Sarre, a aprox. 7 km al noroeste de Merzig y a 30 km al sur de Tréveris.

## Economía
En esta localidad se encuentra la central de la importante empresa de cerámica y alfarería Villeroy & Boch.

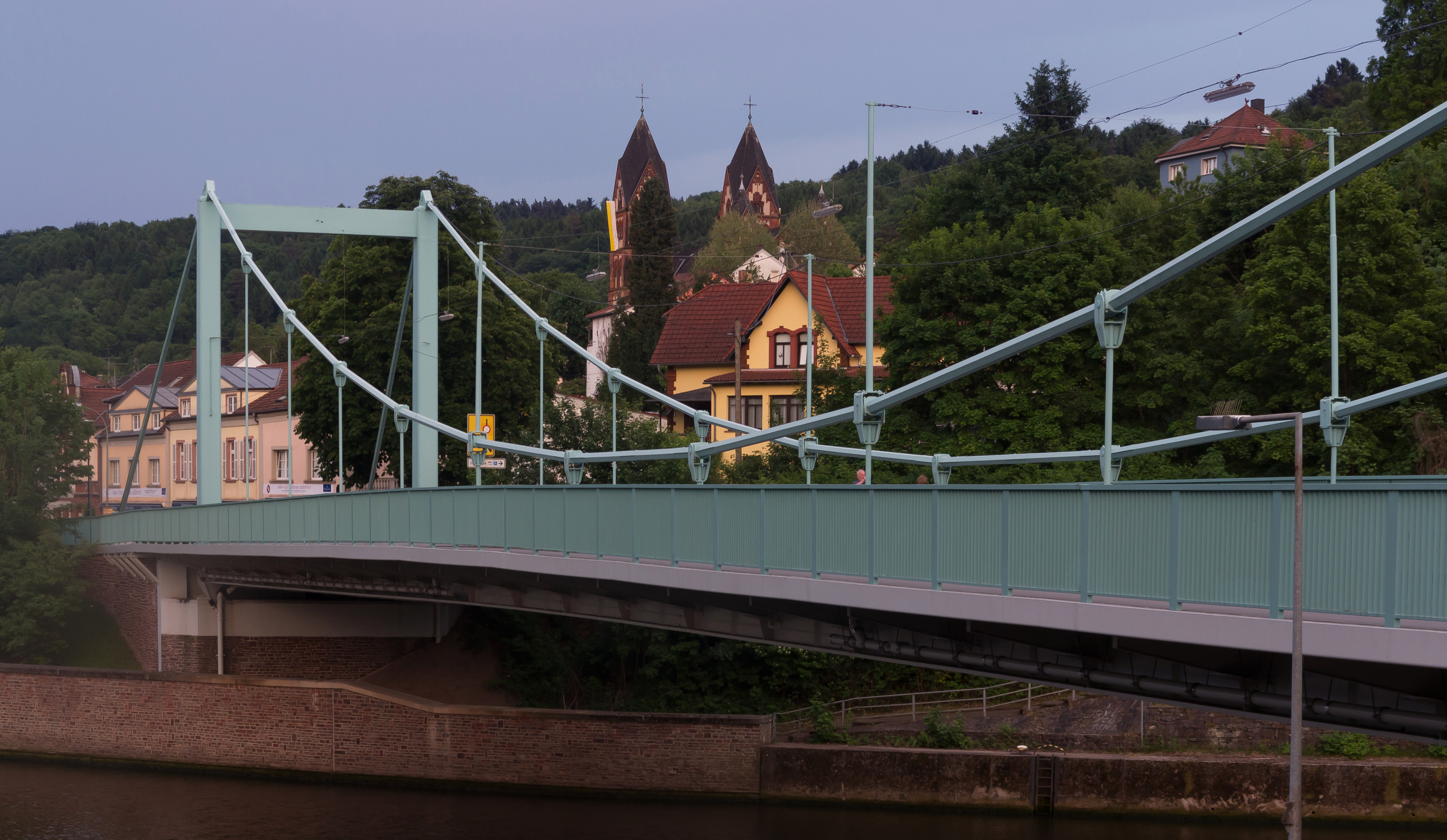
Mettlach, el puente sobre el rio Sarre con la iglesia (Kirche Sankt Lutwinus)

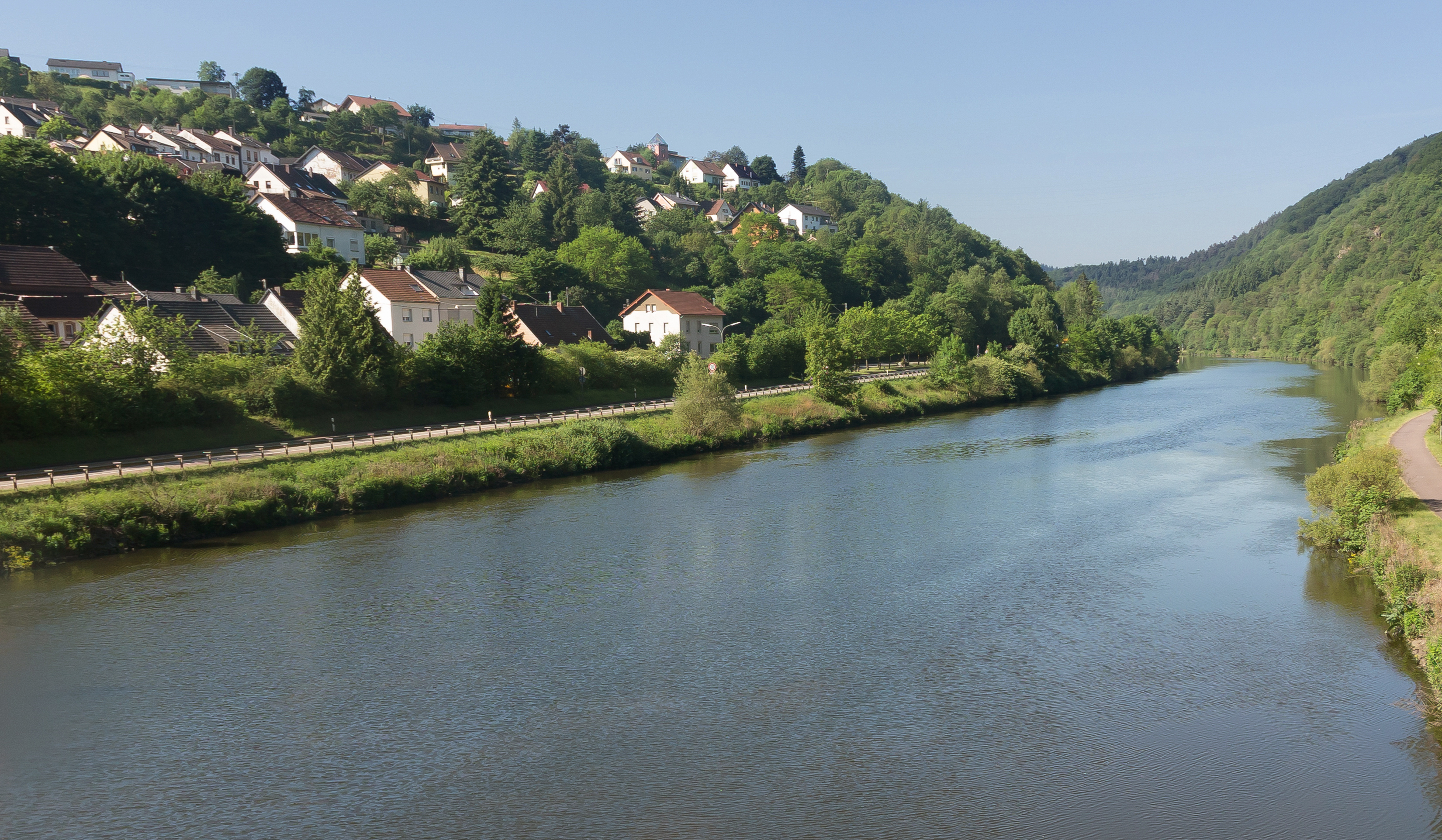
Saarhölzbach y el rio Sarre